# Orientaliskt långhår
Orientaliskt långhår, eller känd främst i Sverige innan 2004 som javanes, är den semilånghåriga varianten av kattrasen orientaliskt korthår. Andra närbesläktade raser är balinesen och siamesen. De första orientaliska långhåren föddes på 1970-talet, när brittiska uppfödare försökte "tillverka" turkiska angoror. Även i andra länder har man avlat fram orientaliska korthår, det är därför svårt att ange ett enda ursprungsland. I Storbritannien kallades orientaliskt långhår förr för angora, varför dessa raser ibland blandas ihop.